# SN 2001bl
SN 2001bl – supernowa odkryta 24 marca 2001 roku w galaktyce A121257-0000. W momencie odkrycia miała maksymalną jasność 19,90m.